# Рогачи
Рогачи́, или гребенчатоусые, или жуки-олени (лат. Lucanidae) — семейство жуков подотряда разноядные жуки.

## Этимология
Плиний Старший отмечал, что Нигидий назвал жуков данного семейства lucanі по названию Лукании — области Италии, где их использовали в качестве амулетов.

## Эволюция
Древнейший ископаемый представитель семейства — Juraesalus из средней юры (келловейский ярус) формации Хайфаньгу, Внутренняя Монголия, Китай. Litholamprima — единственный род в подсемействе Litholampriminae — известен из нижнего мела формации Исянь, Китай.

## Описание

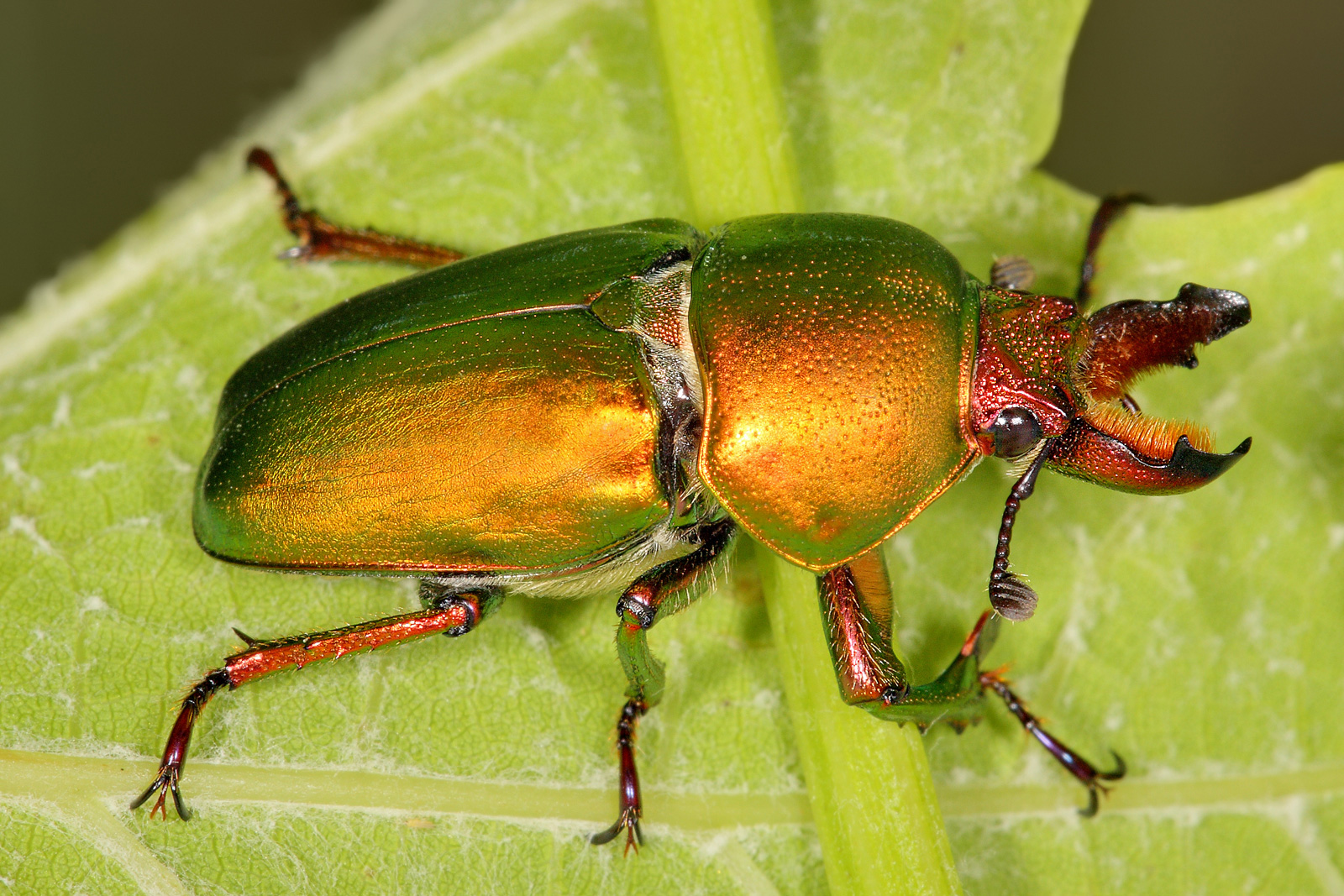
Lamprima aurata

Особенно типично строение мандибул (челюстей), которые у самцов большинства видов хорошо развиты и снабженные отростками и зубцами. У самок мандибулы развиты гораздо меньше.
Длина тела от 10 до 115 мм. Большинство тёмной, чёрной, коричневой, бурой окраски, однако ряд тропических видов окрашены в оранжевые и зелёные цвета, либо имеют металлический, золотистый блеск. Усики относительно длинные, их концевые членики сближены слабо и образуют булаву; булава гребенчатая.

### Личинки
Личинки характеризуются следующими признаками: наличник отделён от лба швом. Усики 3—4-члениковые, последний членик усиков значительно тоньше предпоследнего. На наружной поверхности тазиков средних ног и на внутренней поверхности вертлугов задних ног развиты стридуляционные бугорки, которые могут быть разбросанными или сгруппированными в 1 длинный киль; анальное отверстие 3-лучевое, с очень сильно развитой продольной щелью (возле которой обычно выражены склеротированные структуры («бляшки»); брюшные сегменты тела несут только 1 бороздку.

## Распространение
Семейство включает в себя около 1250 видов, которые широко распространены на всех континентах, но преимущественно в тропических регионах. На территории России около 18—20 видов, наиболее широко известен из которых жук-олень (Lucanus cervus).

## Экология и местообитания
Жуки обитают в лесах, активны преимущественно в сумерках, питаются соком, вытекающим на стволах и ветвях деревьев лиственных пород. Личинки развиваются в древесине старых деревьев, разлагающейся древесине. Генерация многолетняя.

## Галерея

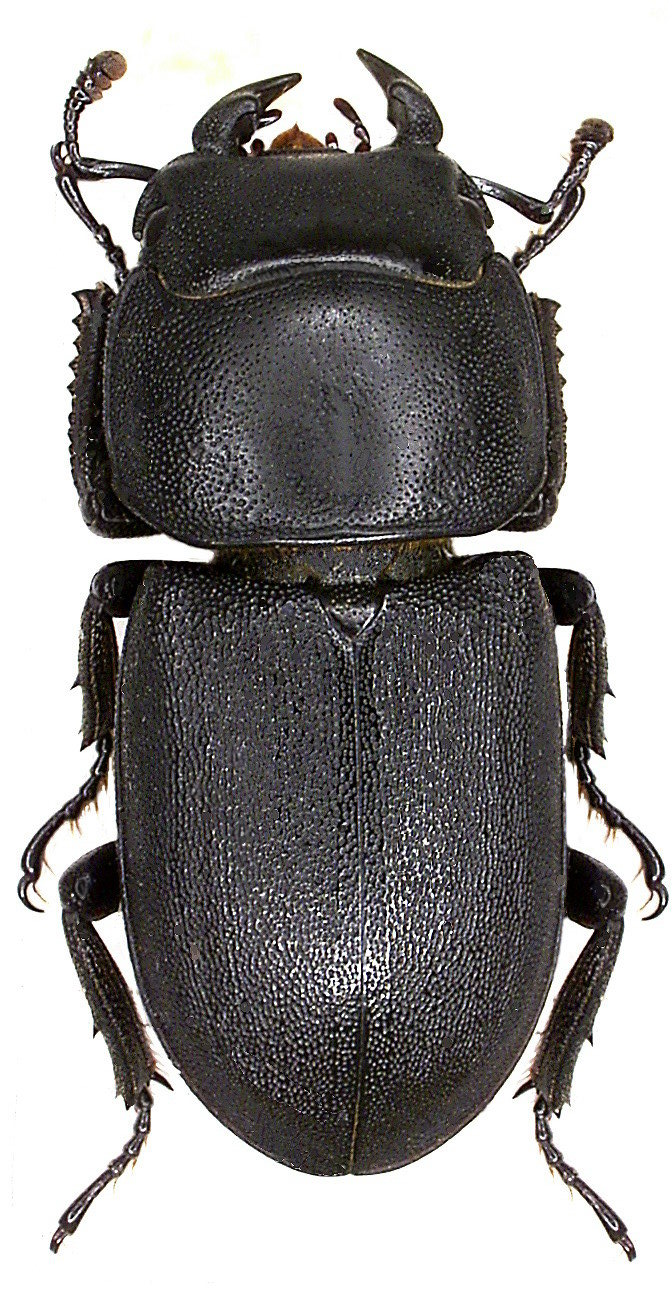
Оленёк обыкновенный
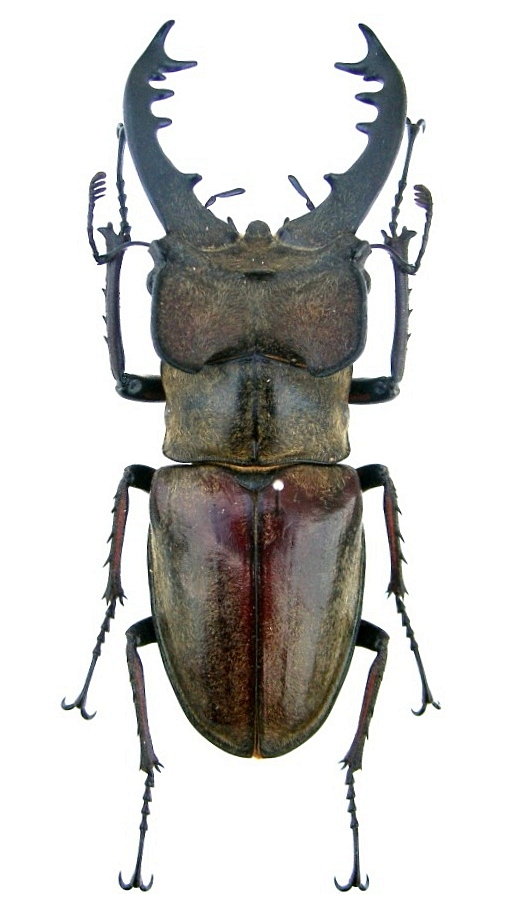
Рогач Дыбовского
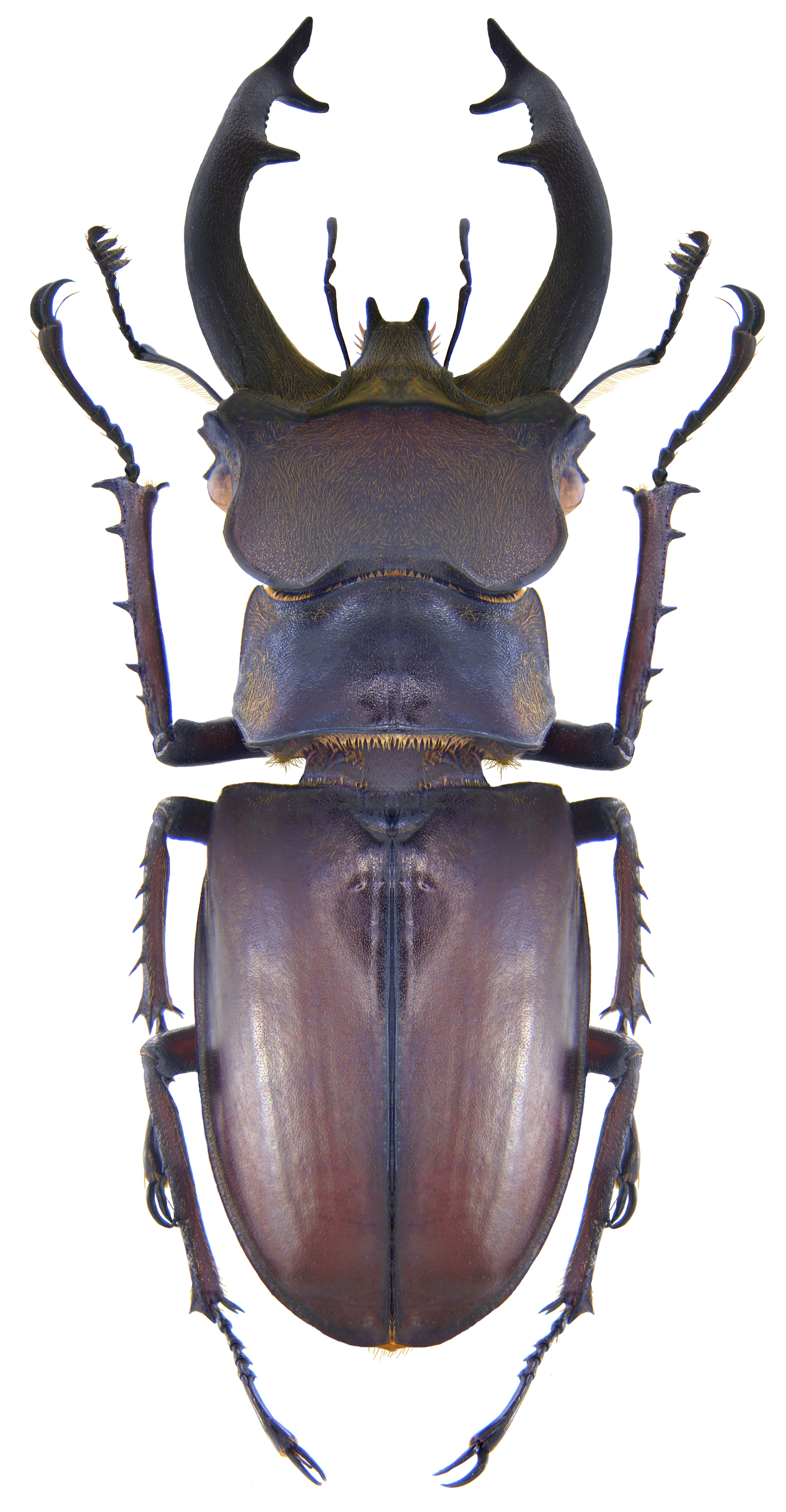
Lucanus fryi
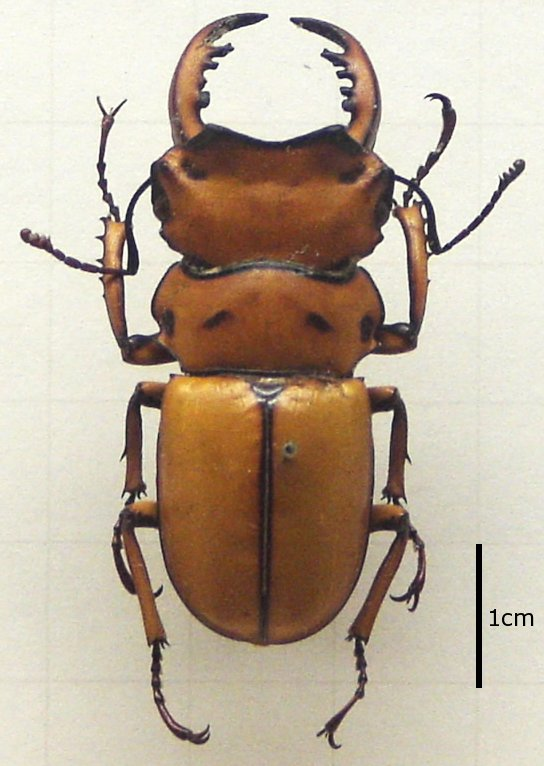
Homoderus mellyi
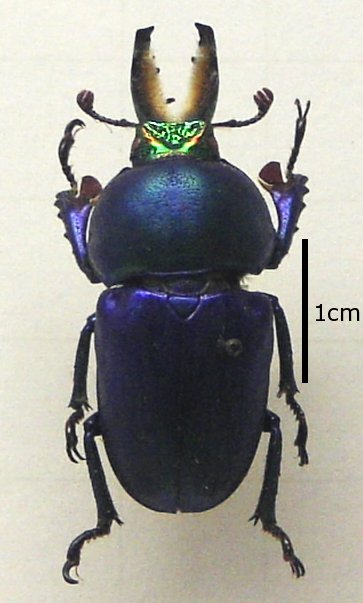
Lamprima latreillei
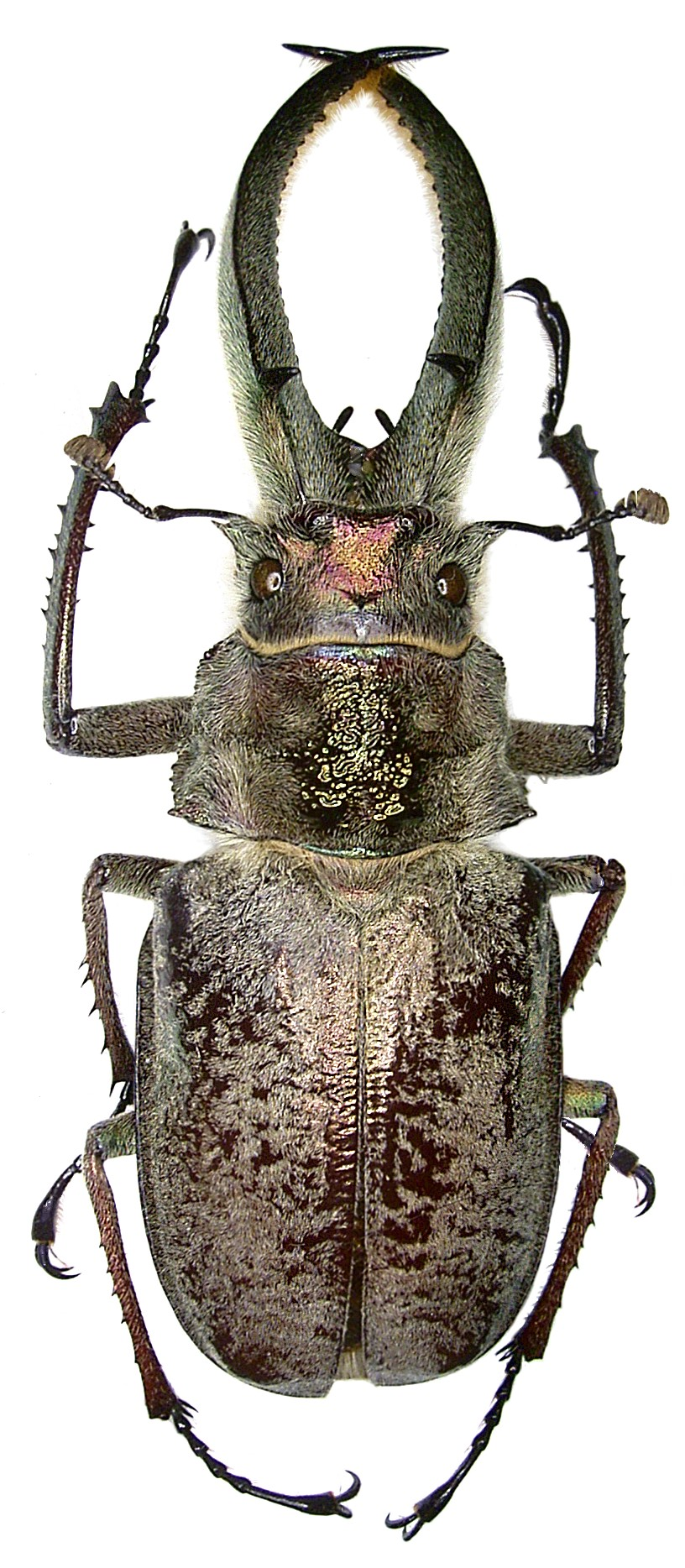
Sphaenognathus feisthameli
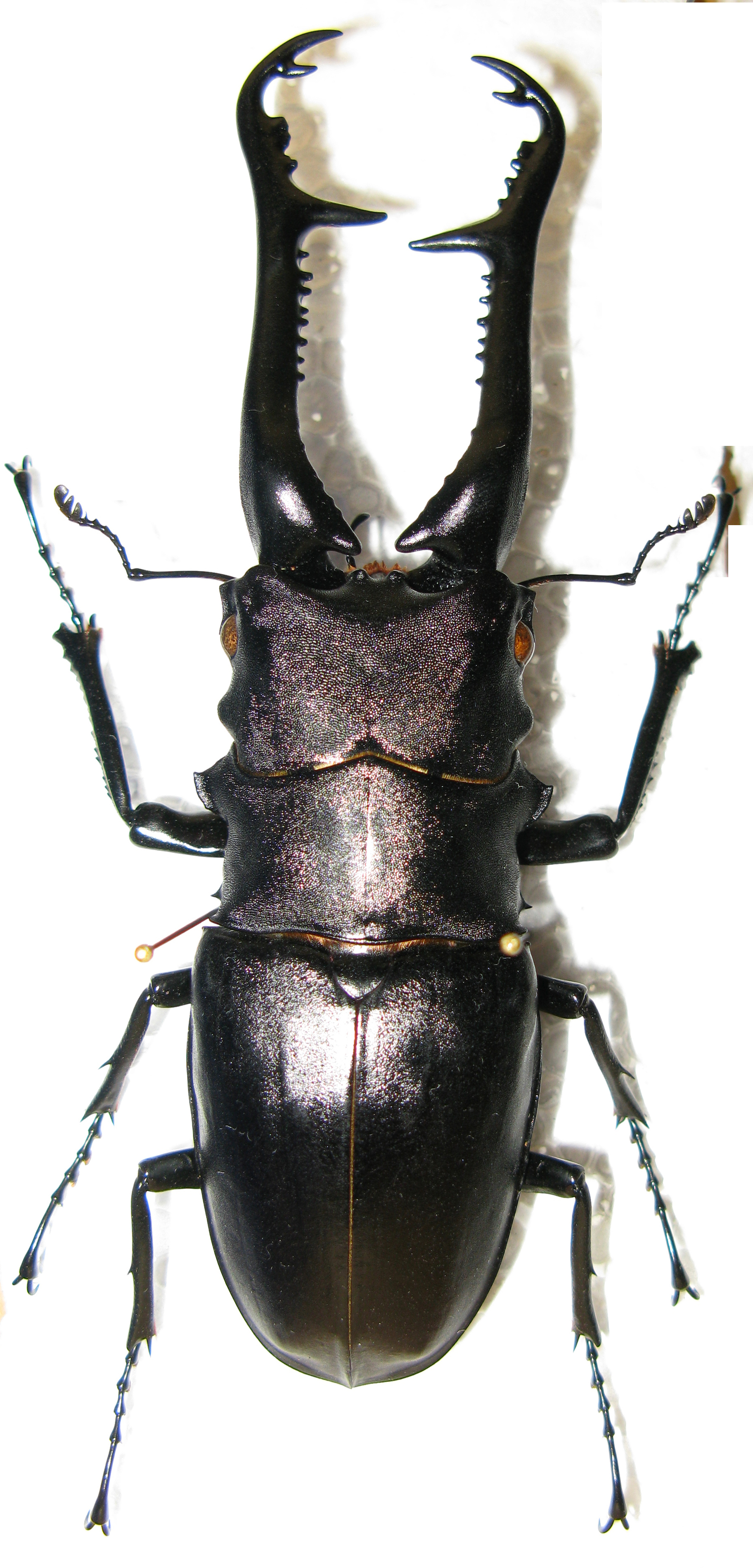
Prosopocoilus giraffa
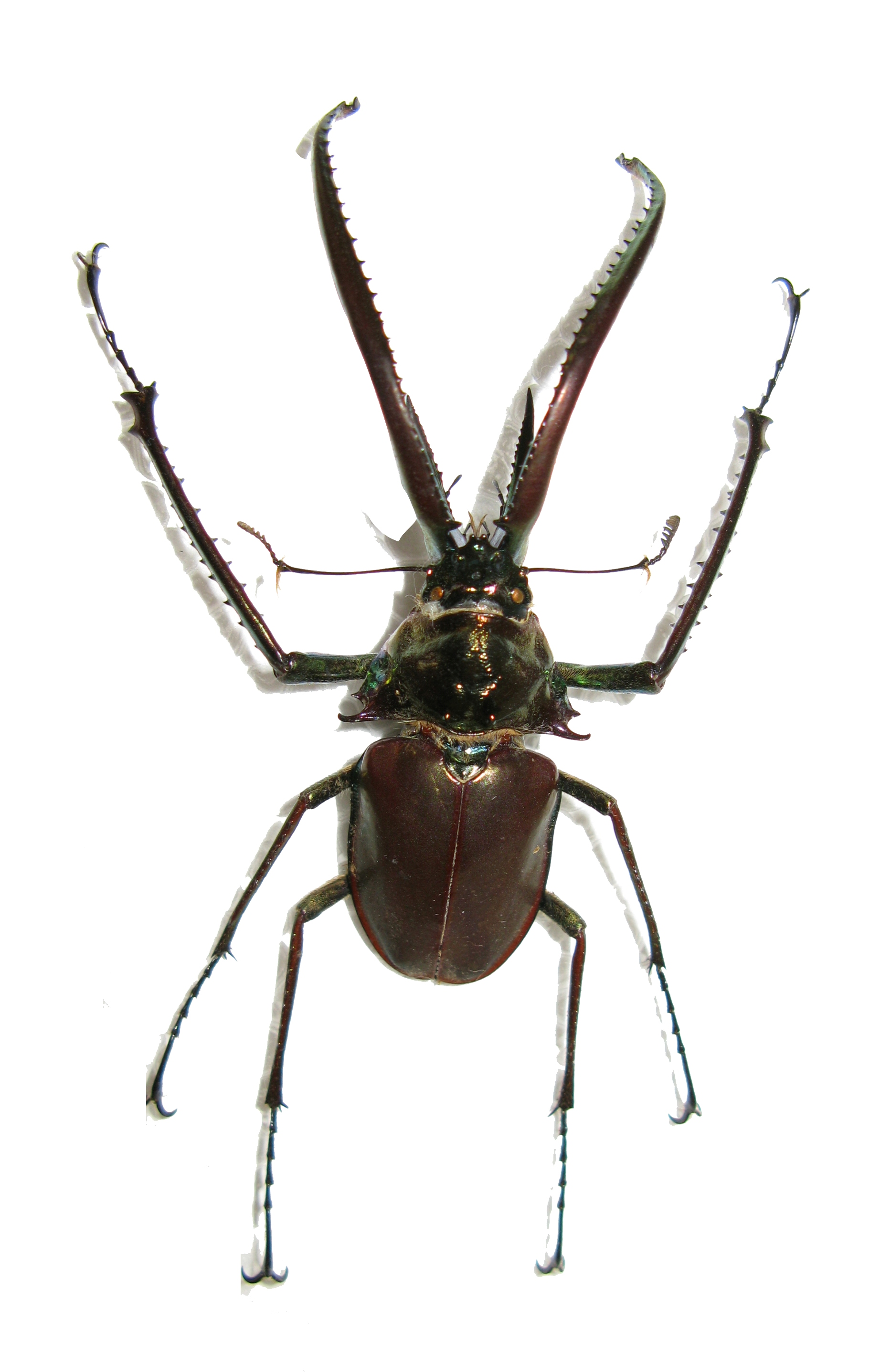
Рогач Гранта
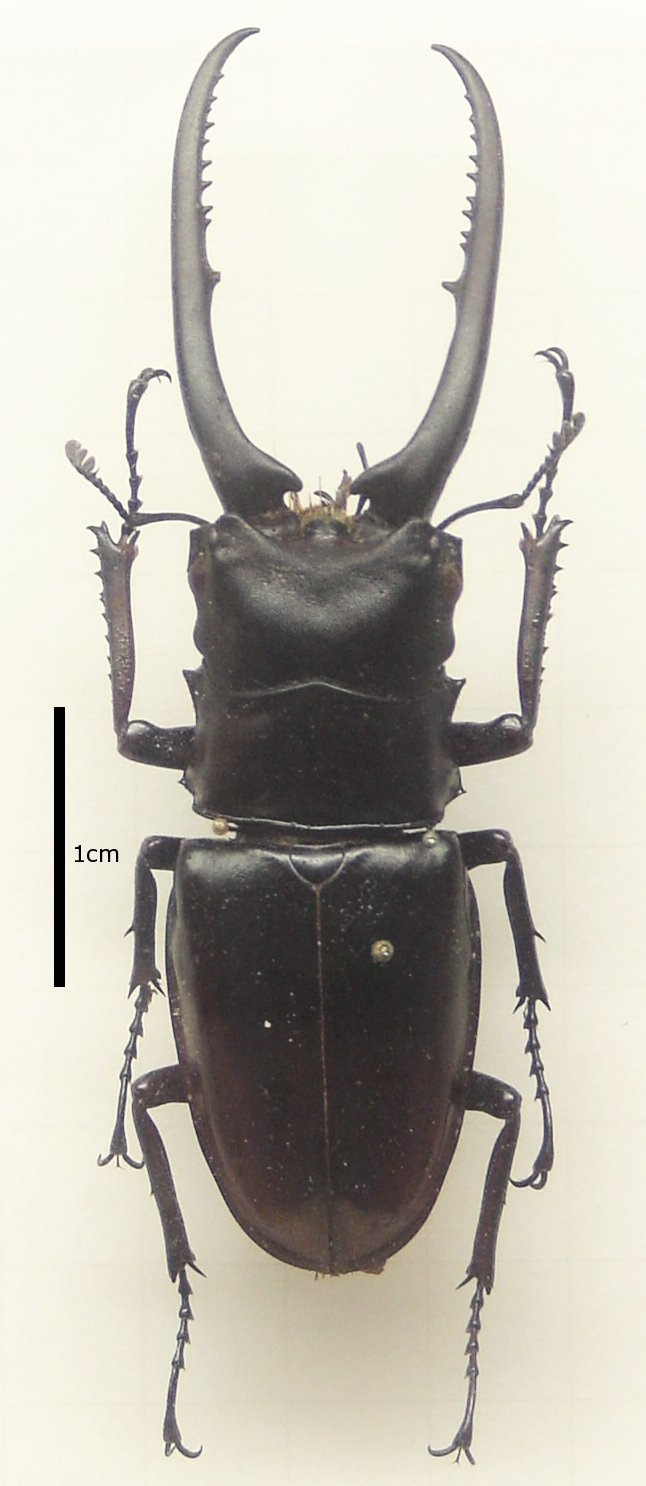
Cladognatha confucius
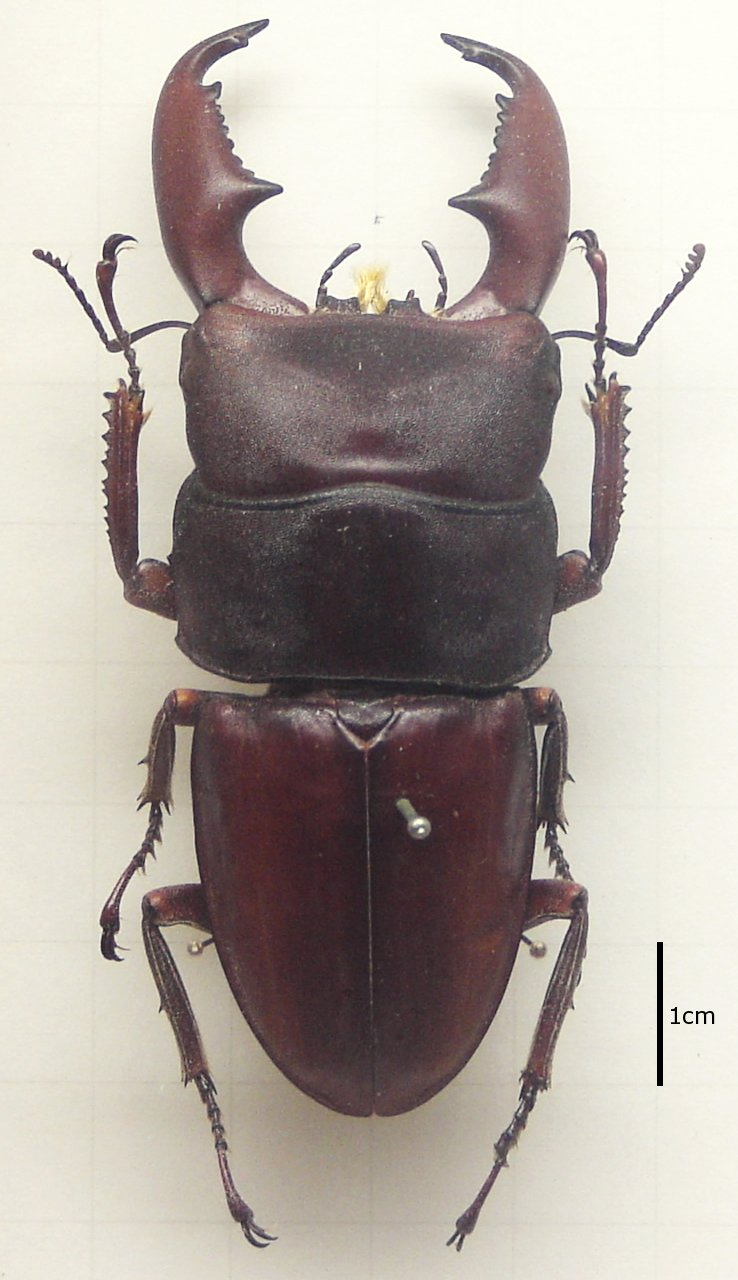
Eurytrachelus titanus
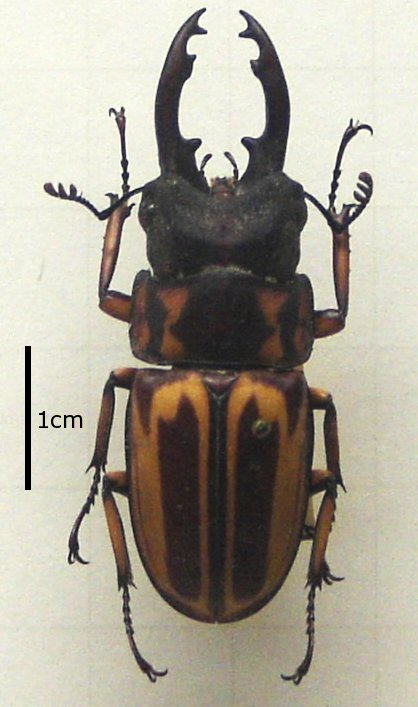
Prosopocoelus zebra
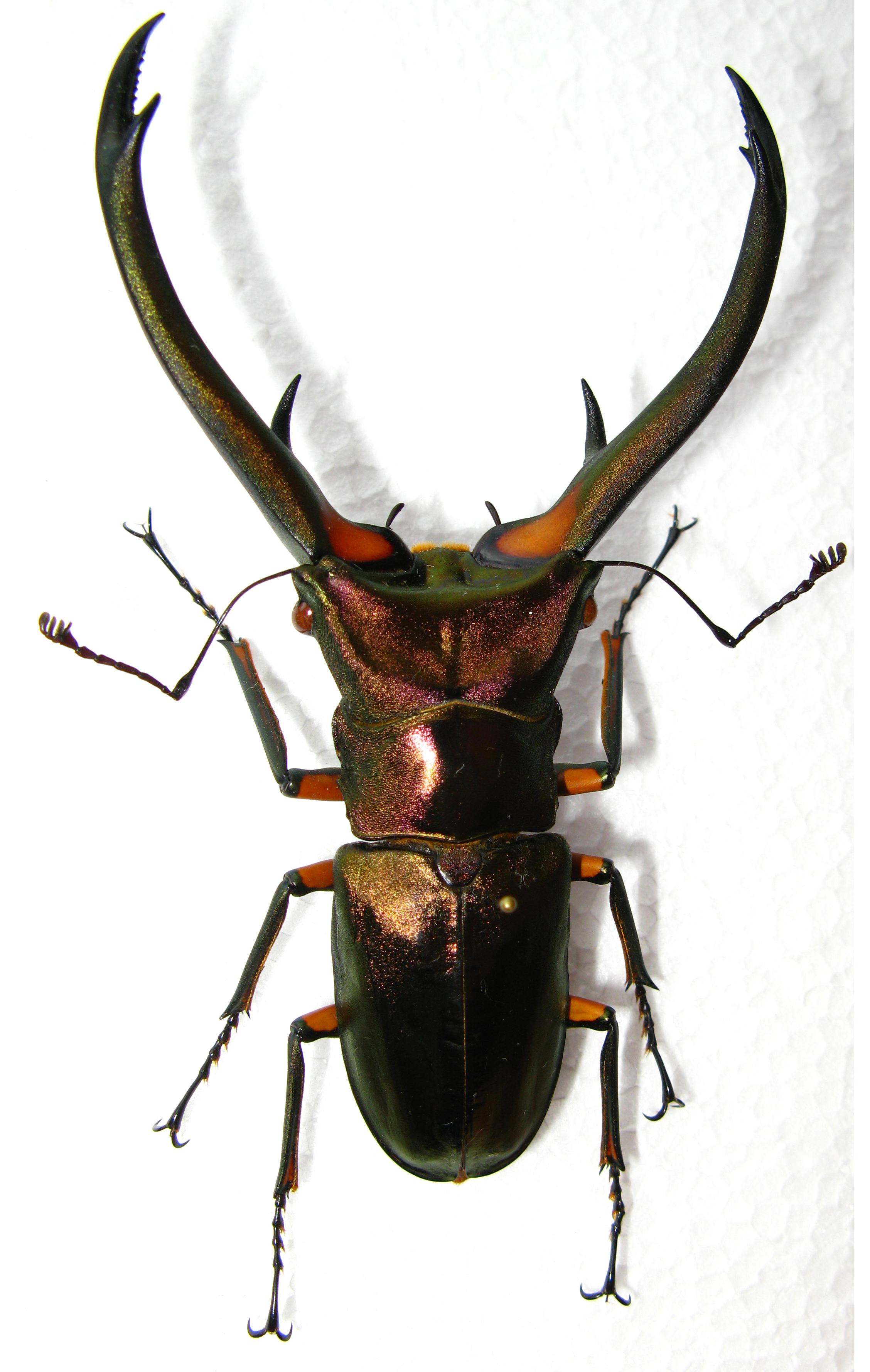
Cyclommatus elaphus
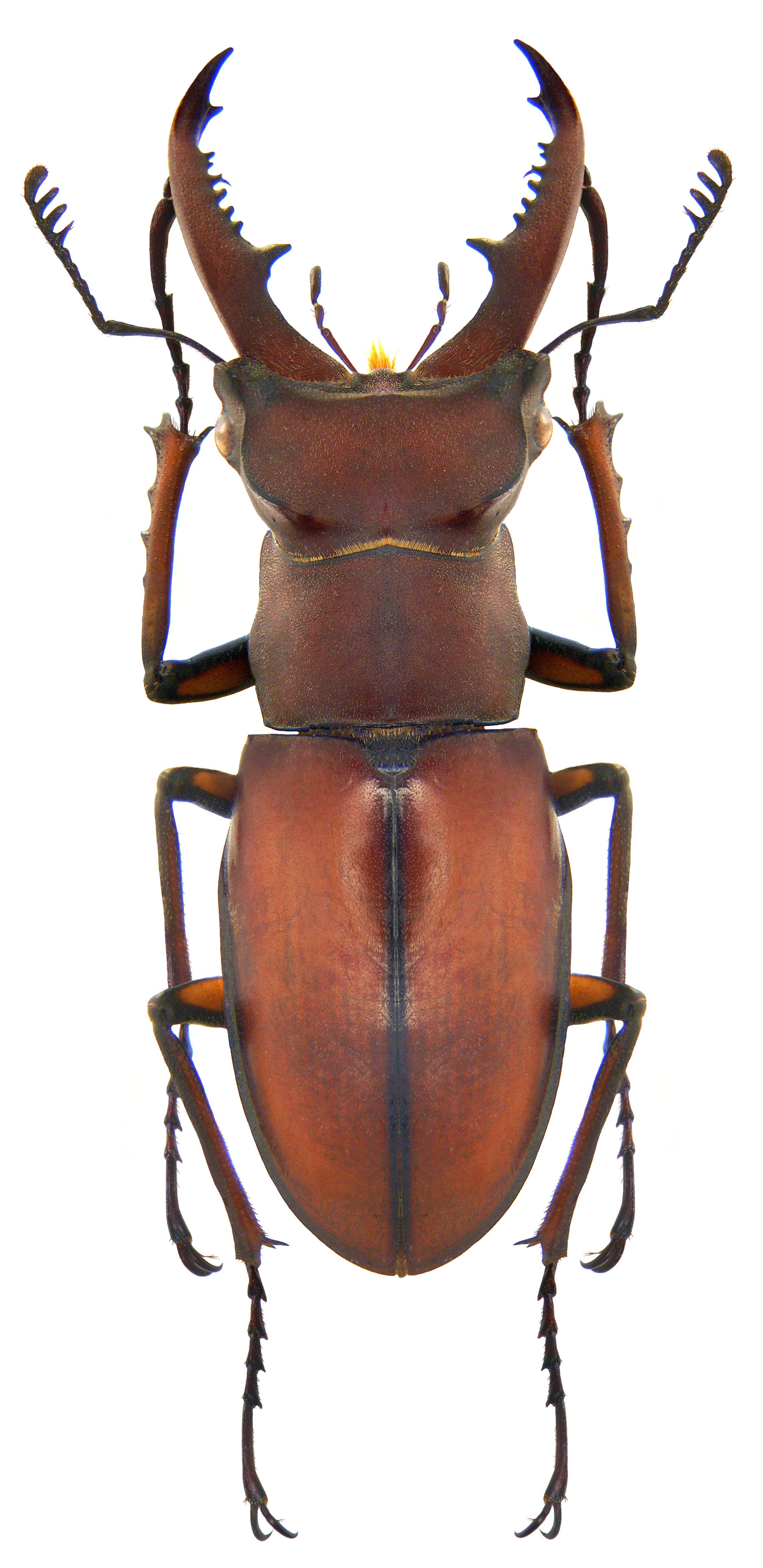
Lucanus swinhoei
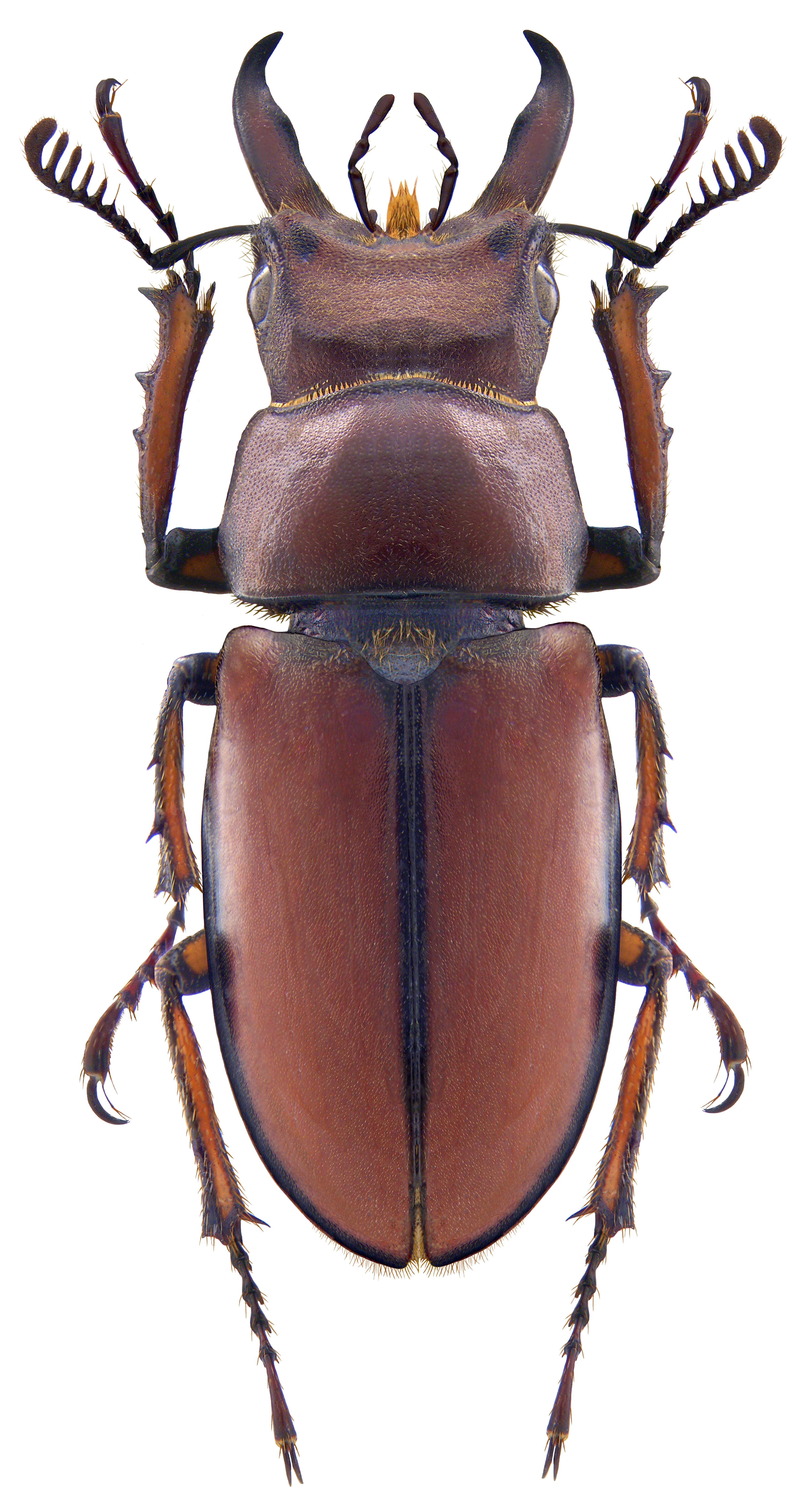
Lucanus koyamai
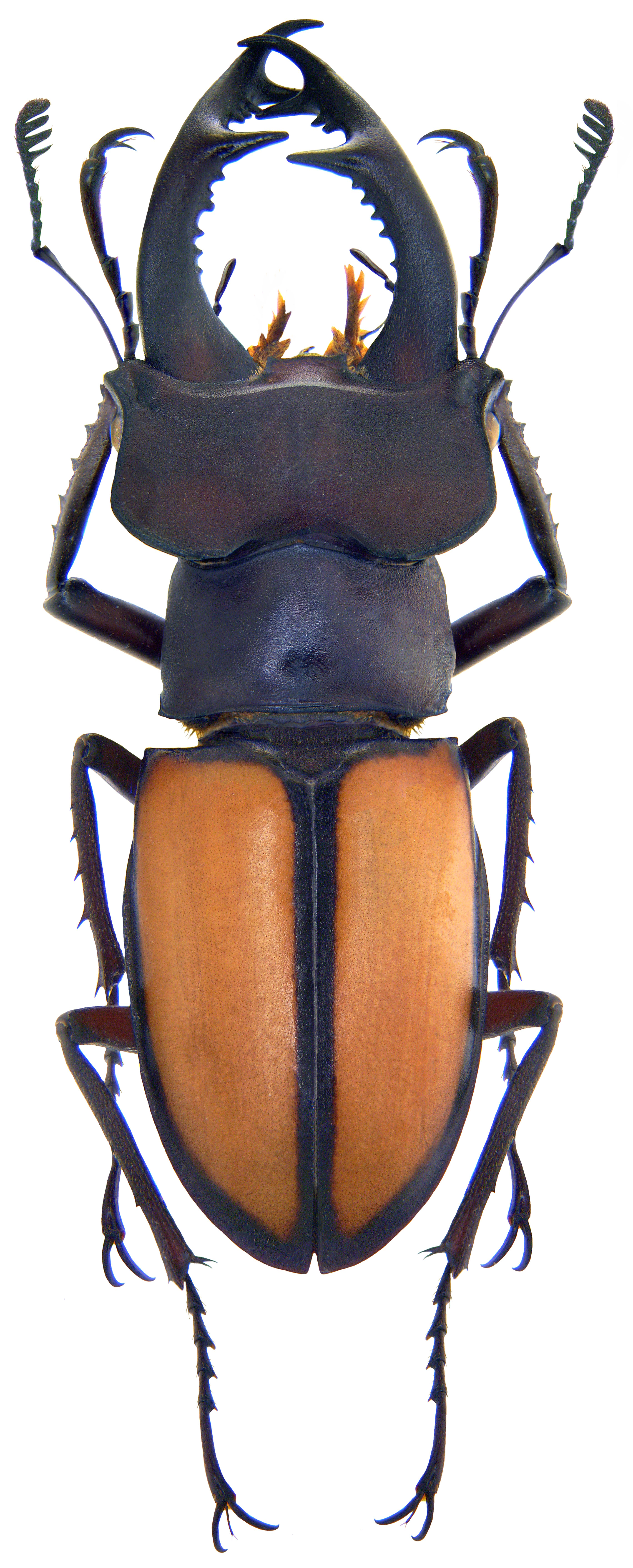
Lucanus laetus
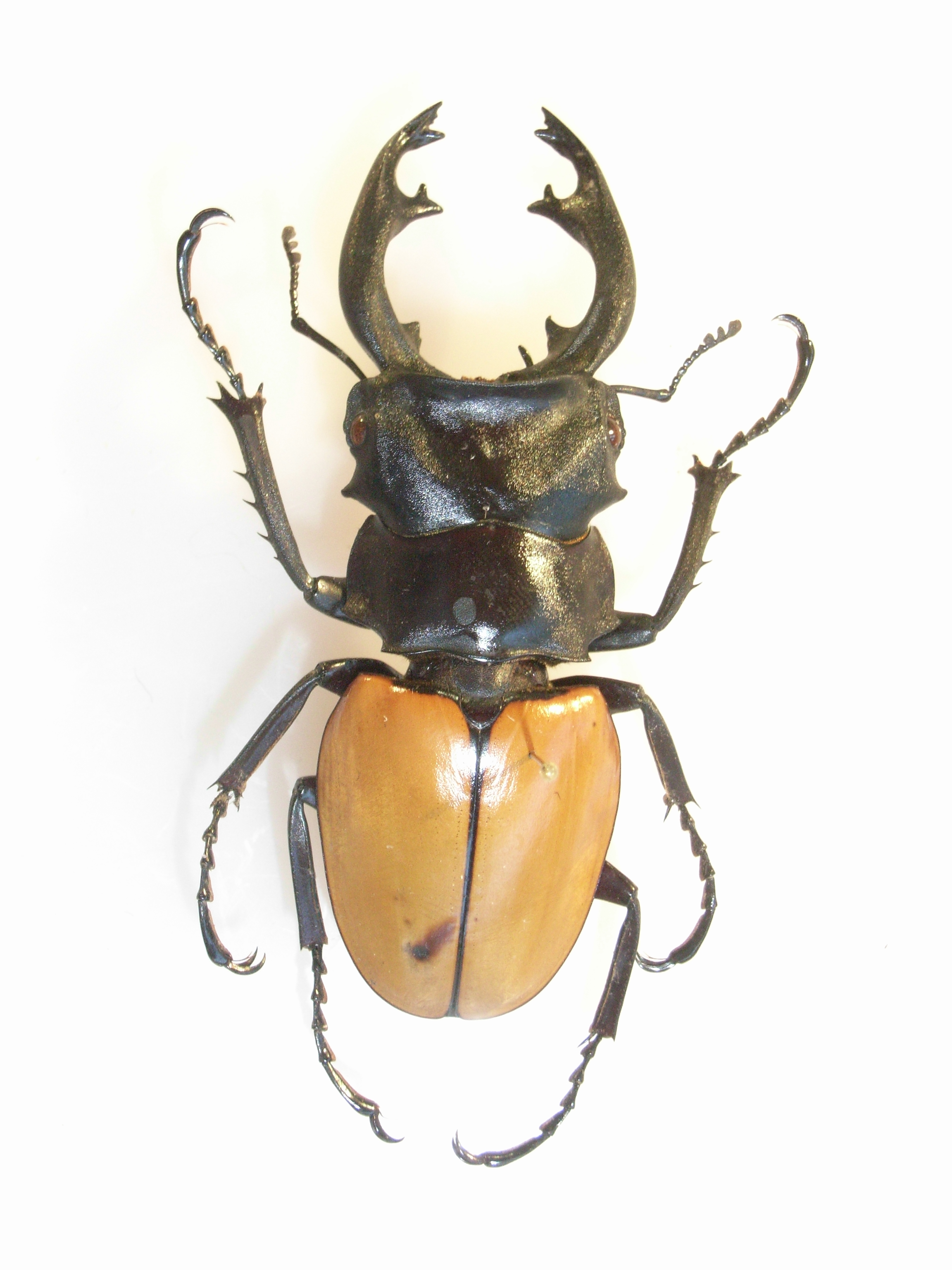
Odontolabis mouhotii